# La Femme de ménage (film)
Pour l’article homonyme, voir La Femme de ménage.
Pour plus de détails, voir Fiche technique et Distribution.
La Femme de ménage (The Housemaid) est un film américain réalisé par Paul Feig et dont la sortie est prévue en 2025.
Il s'agit de l'adaptation cinématographique du roman du même nom de l'autrice américaine Freida McFadden, publié en 2023.

## Synopsis
Millie, une jeune femme sortie de prison, rejoint la famille des Winchester pour y travailler, mais, elle va se rendre compte que la mère de famille, Nina Winchester, a un comportement très spécial envers elle. L'homme de la maison, Andrew Winchester, pourrait bien être son sauveur.

## Fiche technique
Sauf indication contraire, les informations mentionnées dans cette section peuvent être confirmées par les bases de données cinématographiques IMDb et Allociné,  présentes dans la section « Liens externes ».
- Titre original : The Housemaid
- Réalisateur : Paul Feig
- Scénario : Rebecca Sonnenshine, d'après le roman The Housemaid de Freida McFadden
- Musique : N/A
- Costumes : Renee Ehrlich Kalfus
- Production : Paul Feig, Laura Allen Fischer, Carly Kleinbart et Todd Lieberman

Producteurs délégués : Will Greenfield, Freida McFadden, Amanda Seyfried, Sydney Sweeney et Alexander Young
- Société de production : Hidden Pictures
- Sociétés de distribution : Lionsgate (États-Unis), Metropolitan Filmexport (France)
- Budget : N/A
- Pays de production :  États-Unis
- Langue originale : anglais
- Format : couleur
- Genre : thriller psychologique
- Dates de sortie[3] : Dates sujettes à modification
  - France : 24 décembre 2025
  - États-Unis : 25 décembre 2025

## Distribution
- Sydney Sweeney : Millie
- Amanda Seyfried : Nina
- Brandon Sklenar : Andrew
- Indiana Elle : Cecelia
- Michele Morrone : Enzo
- Ellen Tamaki (en) : Patrice
- Amanda Joy Erickson : Suzanne

## Production

### Casting
En octobre 2024, Sydney Sweeney et Amanda Seyfried sont annoncées dans les rôles principaux. Elles participent également à la production, notamment aux côtés de l'auteure de l’œuvre originale Freida McFadden,.

### Tournage
Le tournage débute le 3 janvier 2025 dans le New Jersey. Les prises de vues durent jusqu'en février,.